# Stephany Liriano
Stephany Liriano (25 de agosto de 1988) es una actriz dominicana, reconocida por su aparición en películas como Qué León y Los Leones.

## Carrera
Liriano inició su carrera en el cine dominicano en la década de 2010, en la que registró apariciones en producciones como Ponchao, Patricia: el regreso del sueño, Colours y Las siete muertes. Interpretó además el papel de Karla en el seriado de televisión Ex-esposos, vecinos y rivales. Obtuvo reconocimiento internacional con el papel de Daniela León en la película de Frank Perozo Qué León, añadida al catálogo de Netflix en 2019. Ese mismo año repitió su papel en la secuela Los Leones, dirigida también por Perozo.

## Filmografía

### Cine
| Año  | Título                         | Papel                 |
| ---- | ------------------------------ | --------------------- |
| 2013 | Ponchao                        | Luisa                 |
| 2015 | Los Domirriqueños              | Emma                  |
| 2017 | Luis                           | Chica Hookah          |
| 2017 | Chocolate                      | Lina                  |
| 2017 | Patricia: el regreso del sueño | Patricia              |
| 2017 | Las siete muertes              | Locutora              |
| 2017 | Mañana no te olvides           | Rita                  |
| 2017 | Cinderelo                      | María                 |
| 2018 | Qué León                       | Daniela               |
| 2018 | Rubirosa 2                     | Lucía Ortíz           |
| 2019 | Los Leones                     | Daniela               |
| 2019 | Colours                        | Laura Castillo        |
| 2019 | The Day Shall Come             | Recepcionista del FBI |
| 2019 | Los Domirriqueños 2            | Emma                  |
| 2020 | Aura                           |                       |

### Televisión
| Año  | Título                        | Papel |
| ---- | ----------------------------- | ----- |
| 2010 | Ex-esposos, vecinos y rivales | Karla |